# Glendale (Californie)
 (avril 2018).
Si vous disposez d'ouvrages ou d'articles de référence ou si vous connaissez des sites web de qualité traitant du thème abordé ici, merci de compléter l'article en donnant les références utiles à sa vérifiabilité et en les liant à la section « Notes et références ».
Pour les articles homonymes, voir Glendale.
Glendale (en anglais [ˈɡlɛndeɪl] est une ville du comté de Los Angeles, dans l'État de Californie, aux États-Unis.

## Géographie
Glendale s'étend au bout de la partie est de la vallée de San Fernando, est coupée en deux par les Verdugo Mountains (en). Elle est une banlieue importante au sein du Grand Los Angeles. La ville est bordée au sud-ouest par le Atwater Village (en), un quartier de Los Angeles, à l'ouest par Burbank, au nord-ouest par le quartier Sunland-Tujunga et la ville de La Cañada Flintridge et enfin à l'est par Pasadena. 
Au recensement de 2010, la ville avait une population totale de 191 719 habitants, faisant de Glendale la troisième ville du Comté de Los Angeles. Glendale est également connue pour abriter l'une des plus grandes communautés arméniennes des États-Unis.

## Économie
C'est à Glendale que se trouve le siège pour les États-Unis de Nestlé, la multinationale suisse. Glendale a été la première ville du monde à accueillir un Apple Store, le 19 mai 2001.

## Politique et administration
| Période                                  | Période    | Identité       | Étiquette | Qualité |
| ---------------------------------------- | ---------- | -------------- | --------- | ------- |
| Les données manquantes sont à compléter. |            |                |           |         |
| avril 2011                               | avril 2012 | Laura Friedman |           |         |
| avril 2012                               | avril 2013 | Frank Quintero |           |         |
| avril 2013                               | avril 2014 | Dave Weaver    |           |         |
| avril 2014                               | En cours   | Zareh Sinanyan |           |         |

## Démographie
Selon le recensement de 2000 du Bureau du recensement des États-Unis, il y a 194 973 habitants dans la ville, 71 805 ménages et 49 617 familles. Sa densité de population est de 2456,1 hab/km2.
Les familles arméniennes sont installées dans la ville depuis les années 1920 mais la plus grande vague d'immigration date des années 1970. Les Arméniens d'origine sont bien intégrés à la ville, avec de nombreux commerces, plusieurs écoles arméniennes et organisations culturelles dédiées. Glendale a le plus grand pourcentage d'Arméniens, dont la plupart sont arrivés dans la ville durant les 20 dernières années. La ville est l'un des plus grands foyers de peuplement d'Arméniens en dehors de l'Arménie. D'après les recensements officiels de 2000, quelque 65 000 Arméniens vivent à Glendale (environ 34 % de la population).
Parmi les 71 805 foyers, 32,9 % comptaient un ou des enfants de moins de 18 ans, 52,3 % étaient des couples mariés vivant ensemble, 11,8 % avaient un chef de famille féminin sans mari, et 30,9 % étaient des foyers non familiaux. 25,7 % des foyers étaient constitués d'un individu vivant seul et 8,7 % d'un individu seul de 65 ou plus. Le nombre moyen de personnes par foyer était de 2,68 et la famille moyenne comptait 3,27 membres. 
De toute la population de la ville, 22,4 % avaient moins de 18 ans, 8,4 % avaient entre 18 et 24 ans, 32,2 % de 25 à 44 ans, 23,1 % de 45 à 64 ans, et 13,9 % 65 ans et plus. L'âge médian était de 38 ans. Pour environ 100 femmes il y avait 91,3 hommes. Pour 100 femmes de 18 ans et plus, il y avait 88 hommes.
| Groupe                           | Glendale | Californie | États-Unis |
| -------------------------------- | -------- | ---------- | ---------- |
| Blancs                           | 71,1     | 57,6       | 72,4       |
| Asiatiques                       | 16,4     | 13,1       | 4,8        |
| Autres                           | 6,3      | 17,0       | 6,2        |
| Métis                            | 4,5      | 4,9        | 2,9        |
| Afro-Américains                  | 1,3      | 6,2        | 12,6       |
| Amérindiens                      | 0,3      | 1,0        | 0,9        |
| Océaniens                        | 0,1      | 0,4        | 0,2        |
| Hispaniques et Latino-Américains | 17,4     | 37,6       | 16,7       |
| Total                            | 100      | 100        | 100        |
|                                  |          |            |            |

Selon l'American Community Survey, en 2010, 37,00 % de la population âgée de plus de 5 ans déclare parler l'arménien à la maison, 30,34 % l'anglais, 13,95 % l'espagnol, 5,77 % le tagalog, 4,32 % le coréen, 1,20 % le persan, 1,13 % une langue chinoise, 1,05 % le russe, 1,02 % l'arabe, 0,51 % le japonais et 3,71 % une autre langue.
| 1910  | 1920   | 1930   | 1940   | 1950   | 1960    |
| ----- | ------ | ------ | ------ | ------ | ------- |
| 2 746 | 13 536 | 62 736 | 82 582 | 95 702 | 119 442 |

| 1970    | 1980    | 1990    | 2000    | 2010    | 2020    |
| ------- | ------- | ------- | ------- | ------- | ------- |
| 132 664 | 139 060 | 180 038 | 194 973 | 191 719 | 196 543 |

## Transports
Glendale est desservi par l'aéroport Bob-Hope.
Les autoroutes Golden State, Ventura, Glendale et Foothill traversent la ville.

## Jumelages
Higashiōsaka (Japon)
 Tlaquepaque (Mexique)
 Rosarito (Mexique)
 Kapan (Arménie)
 Gyumri (Arménie)
 Goseong (Corée du Sud)
 Gimpo (Corée du Sud)
 Santiago de los Caballeros (République dominicaine)
 District de Boeun (Corée du Sud)
 Santa Rosa (Laguna) (Philippines)
 Martouni (région) (République du Haut-Karabagh)

## Autres
La ville est connue pour son cimetière, le Forest Lawn Memorial Park, où reposent de nombreuses célébrités.